# Heroes (We Could Be)
Heroes (We Could Be) is een nummer van de Zweedse dj Alesso samen met zangeres Tove Lo. Het nummer kwam uit op 25 augustus 2014 en is uitgebracht door Def Jam Recordings. Een deel van de songtekst is overgenomen van het nummer "Heroes" van David Bowie. In vele Europese landen behaalde het nummer een plek binnen de top-10. 

## Videoclip
De bijhorende videoclip werd op 10 oktober 2014 uitgebracht.

## Tracklijst
| Nr. | Titel                              | Duur |
| --- | ---------------------------------- | ---- |
| 1.  | Heroes (We Could Be) (met Tove Lo) | 3:30 |

## Hitnoteringen

### Nederlandse Top 40
| Hitnotering: 04-10-2014 t/m 21-02-2015 | Hitnotering: 04-10-2014 t/m 21-02-2015 | Hitnotering: 04-10-2014 t/m 21-02-2015 | Hitnotering: 04-10-2014 t/m 21-02-2015 | Hitnotering: 04-10-2014 t/m 21-02-2015 | Hitnotering: 04-10-2014 t/m 21-02-2015 | Hitnotering: 04-10-2014 t/m 21-02-2015 | Hitnotering: 04-10-2014 t/m 21-02-2015 | Hitnotering: 04-10-2014 t/m 21-02-2015 | Hitnotering: 04-10-2014 t/m 21-02-2015 | Hitnotering: 04-10-2014 t/m 21-02-2015 | Hitnotering: 04-10-2014 t/m 21-02-2015 |
| Week:                                  | 1                                      | 2                                      | 3                                      | 4                                      | 5                                      | 6                                      | 7                                      | 8                                      | 9                                      | 10                                     | 11                                     |
| -------------------------------------- | -------------------------------------- | -------------------------------------- | -------------------------------------- | -------------------------------------- | -------------------------------------- | -------------------------------------- | -------------------------------------- | -------------------------------------- | -------------------------------------- | -------------------------------------- | -------------------------------------- |
| Positie:                               | 32                                     | 29                                     | 21                                     | 16                                     | 20                                     | 22                                     | 18                                     | 13                                     | 10                                     | 13                                     | 17                                     |
| Week:                                  | 12                                     | 13                                     | 14                                     | 15                                     | 16                                     | 17                                     | 18                                     | 19                                     | 20                                     |                                        |                                        |
| Positie:                               | 20                                     | 21                                     | 21                                     | 23                                     | 24                                     | 27                                     | 29                                     | 31                                     | 40                                     | uit                                    |                                        |

### NederlandseSingle Top 100
| Hitnotering: 27-09-2014 t/m 13-06-2015 | Hitnotering: 27-09-2014 t/m 13-06-2015 | Hitnotering: 27-09-2014 t/m 13-06-2015 | Hitnotering: 27-09-2014 t/m 13-06-2015 | Hitnotering: 27-09-2014 t/m 13-06-2015 | Hitnotering: 27-09-2014 t/m 13-06-2015 | Hitnotering: 27-09-2014 t/m 13-06-2015 | Hitnotering: 27-09-2014 t/m 13-06-2015 | Hitnotering: 27-09-2014 t/m 13-06-2015 | Hitnotering: 27-09-2014 t/m 13-06-2015 | Hitnotering: 27-09-2014 t/m 13-06-2015 | Hitnotering: 27-09-2014 t/m 13-06-2015 | Hitnotering: 27-09-2014 t/m 13-06-2015 | Hitnotering: 27-09-2014 t/m 13-06-2015 | Hitnotering: 27-09-2014 t/m 13-06-2015 | Hitnotering: 27-09-2014 t/m 13-06-2015 | Hitnotering: 27-09-2014 t/m 13-06-2015 | Hitnotering: 27-09-2014 t/m 13-06-2015 | Hitnotering: 27-09-2014 t/m 13-06-2015 | Hitnotering: 27-09-2014 t/m 13-06-2015 | Hitnotering: 27-09-2014 t/m 13-06-2015 |
| Week:                                  | 1                                      | 2                                      | 3                                      | 4                                      | 5                                      | 6                                      | 7                                      | 8                                      | 9                                      | 10                                     | 11                                     | 12                                     | 13                                     | 14                                     | 15                                     | 16                                     | 17                                     | 18                                     | 19                                     | 20                                     |
| -------------------------------------- | -------------------------------------- | -------------------------------------- | -------------------------------------- | -------------------------------------- | -------------------------------------- | -------------------------------------- | -------------------------------------- | -------------------------------------- | -------------------------------------- | -------------------------------------- | -------------------------------------- | -------------------------------------- | -------------------------------------- | -------------------------------------- | -------------------------------------- | -------------------------------------- | -------------------------------------- | -------------------------------------- | -------------------------------------- | -------------------------------------- |
| Positie:                               | 87                                     | 63                                     | 39                                     | 29                                     | 28                                     | 26                                     | 22                                     | 22                                     | 19                                     | 18                                     | 22                                     | 20                                     | 28                                     | 32                                     | 39                                     | 22                                     | 19                                     | 22                                     | 20                                     | 21                                     |
| Week:                                  | 21                                     | 22                                     | 23                                     | 24                                     | 25                                     | 26                                     | 27                                     | 28                                     | 29                                     | 30                                     | 31                                     | 32                                     | 33                                     | 34                                     | 35                                     | 36                                     | 37                                     | 38                                     |                                        |                                        |
| Positie:                               | 28                                     | 27                                     | 27                                     | 32                                     | 39                                     | 42                                     | 47                                     | 53                                     | 54                                     | 54                                     | 56                                     | 55                                     | 56                                     | 61                                     | 78                                     | 84                                     | 93                                     | 100                                    | uit                                    |                                        |

### NederlandseMega Top 50
| Hitnotering: 27-09-2014 t/m 14-03-2015 | Hitnotering: 27-09-2014 t/m 14-03-2015 | Hitnotering: 27-09-2014 t/m 14-03-2015 | Hitnotering: 27-09-2014 t/m 14-03-2015 | Hitnotering: 27-09-2014 t/m 14-03-2015 | Hitnotering: 27-09-2014 t/m 14-03-2015 | Hitnotering: 27-09-2014 t/m 14-03-2015 | Hitnotering: 27-09-2014 t/m 14-03-2015 | Hitnotering: 27-09-2014 t/m 14-03-2015 | Hitnotering: 27-09-2014 t/m 14-03-2015 | Hitnotering: 27-09-2014 t/m 14-03-2015 | Hitnotering: 27-09-2014 t/m 14-03-2015 | Hitnotering: 27-09-2014 t/m 14-03-2015 | Hitnotering: 27-09-2014 t/m 14-03-2015 |
| Week:                                  | 1                                      | 2                                      | 3                                      | 4                                      | 5                                      | 6                                      | 7                                      | 8                                      | 9                                      | 10                                     | 11                                     | 12                                     | 13                                     |
| -------------------------------------- | -------------------------------------- | -------------------------------------- | -------------------------------------- | -------------------------------------- | -------------------------------------- | -------------------------------------- | -------------------------------------- | -------------------------------------- | -------------------------------------- | -------------------------------------- | -------------------------------------- | -------------------------------------- | -------------------------------------- |
| Positie:                               | 48                                     | 43                                     | 41                                     | 37                                     | 36                                     | 34                                     | 24                                     | 21                                     | 20                                     | 19                                     | 18                                     | 23                                     | 25                                     |
| Week:                                  | 14                                     | 15                                     | 16                                     | 17                                     | 18                                     | 19                                     | 20                                     | 21                                     | 22                                     | 23                                     | 24                                     | 25                                     |                                        |
| Positie:                               | 26                                     | 27                                     | 28                                     | 29                                     | 31                                     | 32                                     | 33                                     | 39                                     | 41                                     | 39                                     | 44                                     | 50                                     | uit                                    |